# Гончаки
«Гончаки» (кор. 사냥개들, англ. Bloodhounds) — це південнокорейський серіал, бойовик-драма, що знятий режисером Кім Чжу Хваном. У головних ролях — У До Хван, І Сан І, Пак Сон Ун та Хо Чун Хо. Серіал заснований на однойменному вебтуні Чон Чана, опублікованому на платформі Naver Webtoon, і розповідає історію молодого боксера, який об'єднується з хуліганом та позикодавцем, щоб боротися проти організації лихварів. Перший сезон вийшов на Netflix 9 червня 2023 року. Роботу над другим сезоном офіційно підтверджено.

## Сюжет
Кім Ґон У — перспективний молодий боксер, який мріє забезпечити краще життя для своєї матері-одиначки. Однак жінка потрапляє в пастку Smile Capital — безжальної організації лихварів, яку очолює Кім Мьон Ґіль. У відчаї, намагаючись урятувати матір, Ґон У неохоче приймає допомогу від Чхве Те Хо — доброзичливого позикодавця з непростим минулим.
На своєму шляху Ґон У зустрічає Хон У Чжіна — проблемного хлопця, який знаходить розраду в боксі. Хоч їхні життєві шляхи зовсім не схожі, між ними виникає несподівано міцний зв'язок, збудований на спільному прагненні до справедливості та бажанні захистити близьких.
Разом із Те Хо, Ґон У та У Чжін беруться за небезпечну справу — знищити Smile Capital. Вони занурюються у брудний світ стягнення боргів, зіштовхуються з безжальними головорізами та змушені орієнтуватися в морально складних обставинах.
У протистоянні з Мьон Ґілем та його потужною організацією, Ґон У та У Чжін борються не лише з ворогами, а й із власними внутрішніми конфліктами. Вони стикаються з минулим, жорстокою реальністю світу і врешті відкривають для себе справжній сенс дружби, вірності та ціну свободи.

## Актори та персонажі

### Основні ролі
| Актор      | Роль                  | Опис |
| ---------- | --------------------- | --- |
| У До Хван  | Кім Ґон У             | Щирий та уважний перспективний боксер, колишній морський піхотинець                                                          |
| І Сан І    | Хон У Чжін            | Напарник Ґон У в боротьбі та колишній морський піхотинець                                                                    |
| Пак Сон Ун | Кім Мьон Ґіль 1 сезон | Генеральний директор Smile Capital і відомий як нелегальний позикодавець, який панує понад законом                           |
| Хо Чжун Хо | Чхве Те Хо            | Раніше відомий як легенда приватної кредитної індустрії, нині надає безвідсоткові позики тим, хто не має грошей на лікування |
| Рейн       | Пек Чжон 2 сезон      | |

Шаблон:Картка серіалу

### Другорядні ролі
| Актор         | Роль         | Опис                                                                                            |
| ------------- | ------------ | ----------------------------------------------------------------------------------------------- |
| Кім Се Рон    | Ча Хьон Чжу  | Наступниця Те Хо і його прийомна внучка                                                         |
| Юн Ю Сон      | Юн Со Йон    | Матір Ґону                                                                                      |
| І Хе Йон      | Хван Ян Чжун | Права рука Те Хо, який керує японським рестораном                                               |
| Мін Кьон Чжін | О Ін Мук     | Водій Те Хо, який спочатку був охоронцем його будівлі                                           |
| Чхве Йон Чжун | Мін Кан Йон  | Керівник відділу серйозних злочинів Національного слідчого управління та старший кузен Мін Бома |
| Пак Є Ні      | Кан Те Йон   | Керівник відділу розслідувань кіберзлочинів                                                     |
| Те Вон Сок    | Кан Ін Бом   | Підлеглий Мьон Ґіля, з яким він познайомився в тюрмі                                            |
| Чон Дон Бін   | Чон Дон У    |                                                                                                 |
| Ха Су Хо      | Ім Чжан До   | Директор стратегічного управління Smile Capital, який має зв'язки з поліцією                    |
| Чжо Ван Ґі    | Кім Чжун Мін | Менеджер з продажу Smile Capital                                                                |
| Пе Чже Ґі     | Ян Чже Мьон  | Підлеглий Мьон Ґіля, який вдає безхатька, щоб красти ідентифікаційні картки для кредитних цілей |
| Хон Чжун Йон  | капітан Чжун | Представник сервісу Smile Capital та колишній боєць                                             |
| Пак Мін Чжун  | мадам Ім     | Бізнес-партнерка і коханка Мьон Ґіля                                                            |
| Чжун Да Ин    | О Да Мін     | Внучка Ін Мука та стрілець                                                                      |
| І Чжун Ок     | п'яниця      |                                                                                                 |
| Чхве Ші Вон   | Хон Мін Бом  | Третє покоління конгломерату компанії «I'll Corporation» та молодший кузен Кан Йона             |
| Пак Хун       | Мун Кван Му  | Приватний позикодавець, який раніше працював під керівництвом Те Хо, і колишній морпіх          |
| Рю Су Йон     | І Ду Йон     | Ліва рука Те Хо, який вірний йому                                                               |
| Ім Хва Йон    | Мін Чжі      | Дружина Ду Йона                                                                                 |
| Кім Мін Чже   | Кім Чже Мін  | Корумпований офіцер відділу серйозних злочинів                                                  |

## Виробництво

### Сезон 1
Актриса Кім Се Рон виконувала роль Ча Хьон Чжу. 2 червня 2022 року Netflix Korea оголосила, що вона буде виключена з серіалу після інциденту з водінням у нетверезому стані.

### Сезон 2
16 січня 2024 року Netflix Korea підтвердили роботу над другим сезоном серіалу, у якому У До Хван та І Сан І знову виконуватимуть свої ролі. До того ж Рейн приєднався до акторського складу, щоб зіграти роль антагоніста, що стало його дебютом у ролі злодія за 20 років кар'єри.